# 545619 Lapuska
545619 Lapuska este o planetă minoră (asteroid) din centura de asteroizi. A fost descoperită pe 3 septembrie 2011 la Baldone⁠(d) de . 
Obiectul prezintă o orbită caracterizată de o semiaxă mare de 3,0486623062867 UAi, o excentricitate de 0,15188482701191, o înclinație de 11,85811846627 ° în raport cu ecliptica.